# Viticoltura in Nepal
La viticoltura in Nepal è un fenomeno relativamente recente che si sta sviluppando nonostante le sfide legate all'altitudine, ai pendii ripidi e al clima montano. Negli ultimi anni l'interesse per la produzione vinicola è cresciuto portando alla nascita di aziende locali che sperimentano con varietà internazionali e vitigni resistenti.

## Storia
La viticoltura in Nepal non ha una lunga tradizione storica, ma è emersa negli ultimi decenni grazie a imprenditori locali e stranieri che hanno visto nel paese un potenziale per la produzione vinicola. Le prime iniziative sono state di tipo sperimentale, con la piantumazione di vigneti a diverse altitudini per testare quali varietà potessero adattarsi meglio al clima e al suolo nepalese.
Uno dei primi progetti di successo è stato quello della Pataleban Vineyard Winery, fondata da Kumar Karki, Janapal Tharpa e Dhruba Shrestha. Questa cantina ha svolto un ruolo pionieristico nella produzione commerciale di vino in Nepal e ha contribuito alla crescita del settore.

## Clima
Il Nepal presenta una grande varietà di microclimi, con altitudini che variano dai 500 ai 2.500 metri sul livello del mare. Le temperature oscillano notevolmente tra il giorno e la notte favorendo una maturazione lenta delle uve e contribuendo allo sviluppo di aromi complessi.
Tuttavia, il paese affronta numerose difficoltà climatiche come le piogge monsoniche che possono causare problemi di muffe e malattie fungine nelle viti, il rischio di gelate invernali che possono danneggiare i raccolti, soprattutto nelle aree più elevate e i pendii estremamente ripidi che rendono il lavoro nei vigneti particolarmente impegnativo, aumentando i costi di produzione e richiedendo soluzioni innovative per prevenire l'erosione del suolo.

## Regioni vitivinicole
Nonostante la viticoltura in Nepal sia ancora in fase di sviluppo, alcune aree hanno dimostrato di essere particolarmente adatte alla coltivazione della vite. Tra le principali zone vitivinicole si segnalano:
- Pataleban: situata nei pressi di Kathmandu, ospita una delle prime aziende vinicole del paese ed è caratterizzata da un clima relativamente mite e pendii ben drenati[1].
- Dhulikhel: a circa 1.500 metri di altitudine, questa regione sta emergendo come una zona interessante per la viticoltura, grazie alle condizioni favorevoli di temperatura e umidità[3].
- Tansen: situata nella regione del Terai, presenta un clima più caldo rispetto alle aree montane, permettendo la coltivazione di vitigni rossi a maturazione tardiva[2].

## Vitigni
I viticoltori nepalesi hanno sperimentato con diverse varietà di uve tra cui vitigni internazionali e ibridi resistenti adatti al clima estremo del paese. Tra i più diffusi troviamo il Cabernet Sauvignon, il Merlot, lo Syrah, lo Chardonnay e il Sauvignon Blanc.
Inoltre, alcune aziende stanno testando vitigni PIWI, resistenti alle malattie fungine, per ridurre l'uso di pesticidi e migliorare la sostenibilità della produzione vinicola.

## Vini
La produzione vinicola in Nepal è ancora limitata, ma in crescita. Le aziende locali si concentrano su vini rossi e bianchi ottenuti da vitigni internazionali, spesso vinificati con tecniche moderne per garantire qualità e stabilità al prodotto.
Alcuni vini prodotti in Nepal hanno iniziato a ottenere riconoscimenti a livello regionale, attirando l'attenzione di enologi e appassionati di viticoltura estrema. Tuttavia, il settore deve ancora affrontare diverse sfide per affermarsi a livello internazionale, tra cui la mancanza di infrastrutture adeguate, le difficoltà logistiche e la scarsa esperienza tecnica nel settore vinicolo.